# سالفاديوس
بلدية سالفاديوس (بالإسبانية: Salvadiós) هي بلدية تقع في مقاطعة آبلة التابعة لمنطقة قشتالة وليون وسط إسبانيا.

## الديموغرافيا
بلغ عدد سكان بلدية سالفاديوس 86 نسمة عام 2011 (وفقاً للمعهد الوطني للإحصاء الإسباني).
| 127 | 128 | 118 | 103 | 98 | 95 | 86 |